# Waldhambach (Bas-Rhin)
Waldhambach település Franciaországban, Bas-Rhin megyében. Lakosainak száma 611 fő (2022. január 1.). Waldhambach Adamswiller, Diemeringen, Mackwiller, Ratzwiller, Tieffenbach, Volksberg és Weislingen községekkel határos.

## Népesség
A település népessége az elmúlt években az alábbi módon változott:
| Lakosok száma | 614  | 613  | 630  | 626  | 629  | 632  | 638  | 625  | 611  |
|               | 2013 | 2015 | 2016 | 2017 | 2018 | 2019 | 2020 | 2021 | 2022 |